# Ondřejov (okres Pelhřimov)
Ondřejov (německy Andreasdorf) je obec v okrese Pelhřimov v Kraji Vysočina. Leží sedm kilometrů jihozápadně od Pelhřimova. Žije zde 169 obyvatel.

## Název
Název vesnice se v historických pramenech objevuje ve tvarech: Ondrzeow (1406), Ondřejova (1489) a Wondrzegow (1549).

## Historie
První písemná zmínka o obci pochází z roku 1406.

## Obyvatelstvo
| Rok            | 1869 | 1880 | 1890 | 1900 | 1910 | 1921 | 1930 | 1950 | 1961 | 1970 | 1980 | 1991 | 2001 | 2011 | 2021 |
| -------------- | ---- | ---- | ---- | ---- | ---- | ---- | ---- | ---- | ---- | ---- | ---- | ---- | ---- | ---- | ---- |
| Počet obyvatel | 211  | 225  | 198  | 204  | 219  | 220  | 217  | 175  | 175  | 173  | 157  | 133  | 125  | 142  | 160  |
| Počet domů     | 24   | 30   | 30   | 31   | 32   | 34   | 40   | 41   | 38   | 38   | 36   | 39   | 39   | 48   | 56   |

## Obecní správa
Mezi lety 1850–1889 patřil  Ondřejov jako osada obce k Ústrašínu v okrese Pelhřimov. V letech 1890–1976 byl obcí. Od 1. dubna 1976 do 23. listopadu 1990 patřil jako část městyse k Božejovu a od 24. listopadu 1990 je opět samostatnou obcí.

## Pamětihodnosti
- Kaple na návsi

## Spolky
Sbor dobrovolných hasičů zde působí již více než 100 let.